# Ouverture francese
Con l'espressione ouverture francese ci si riferisce a una forma musicale del periodo barocco. L'ouverture originariamente era divisa in tre parti, dalla metà del '700 solo due omettendo la terza, generalmente con ritornello in ciascuna parte. Le prime due parti sono complementari: lenta la prima, veloce la seconda. La prima è solitamente costituita da ritmi puntati, arpeggi e numerosi abbellimenti, la seconda è generalmente un tema fugato e la terza è una ripresa della prima parte, spesso con alcune modifiche.
Quando composta per orchestra, l'ouverture francese richiede spesso trombe e timpani. La sua forma, come la conosciamo oggi, apparve intorno al 1650 nei balletti di Jean-Baptiste Lully. Esempi successivi si riscontrano in Johann Sebastian Bach e in Georg Friedrich Händel. L'ouverture francese non è da confondersi con l'ouverture italiana, strutturalmente diversa.